# Ich begehre deinen Sohn
Ich begehre deinen Sohn ist ein US-amerikanischer Fernsehfilm des Regisseurs Christopher Leitch. Die Erstaufführung war am 19. Mai 1996 bei NBC.

## Handlung
Die erfolgreiche Grafikerin Nina Talbert hat gerade ihre Mutter verloren. Beim Auflösen des Haushalts hilft ihr der Sohn ihrer besten Freundin. Trotz des enormen Altersunterschieds entwickelt sich eine Romanze zwischen Nina und dem College-Schüler Paul. Pauls Mutter Abby reagiert entsetzt, spielt sogar mit dem Gedanken die Polizei einzuschalten, sodass Paul seine Sachen packt und zu Nina zieht.
Erst als Pauls kleine Schwester Ella aufgrund des Familienstreits von ihrer eigenen Geburtstagsparty flüchtet und bei einem Autounfall schwer verletzt wird, macht Nina einen Rückzieher. Sie prophezeit Paul, dass ihre Beziehung nicht funktionieren würde und schlägt eine Trennung vor. Jeder geht nun wieder seiner Wege.

## Hintergrund
Der komplette Film wurde in San Francisco gedreht.